# Heaven (Rolling Stoneslåt)
Heaven är nionde spåret på The Rolling Stones album Tattoo You, utgiven 24 augusti 1981. Den fyra minuter och 24 sekunder långa låten spelades in i oktober-november 1980 och skrevs av Mick Jagger och Keith Richards.
Låten handlar om kärlek och av denna befinna sig i himlen. "Kissing and running, kissing and running away" (" Kyssas och rymma, kyssas och rymma iväg") lyder en strof och refrängen lyder: "mmmm Senses be praised / mmmm You're my saving grace" ("mmmm Känslor prisas / mmmm Du är min räddande nåd").

## Medverkande musiker
- Mick Jagger - sång och elgitarr
- Bill Wyman - elgitarr, synthesizer och elbas
- Charlie Watts - trummor

## Källa
- http://www.keno.org/stones_lyrics/heaven.html